# Place de la Nation

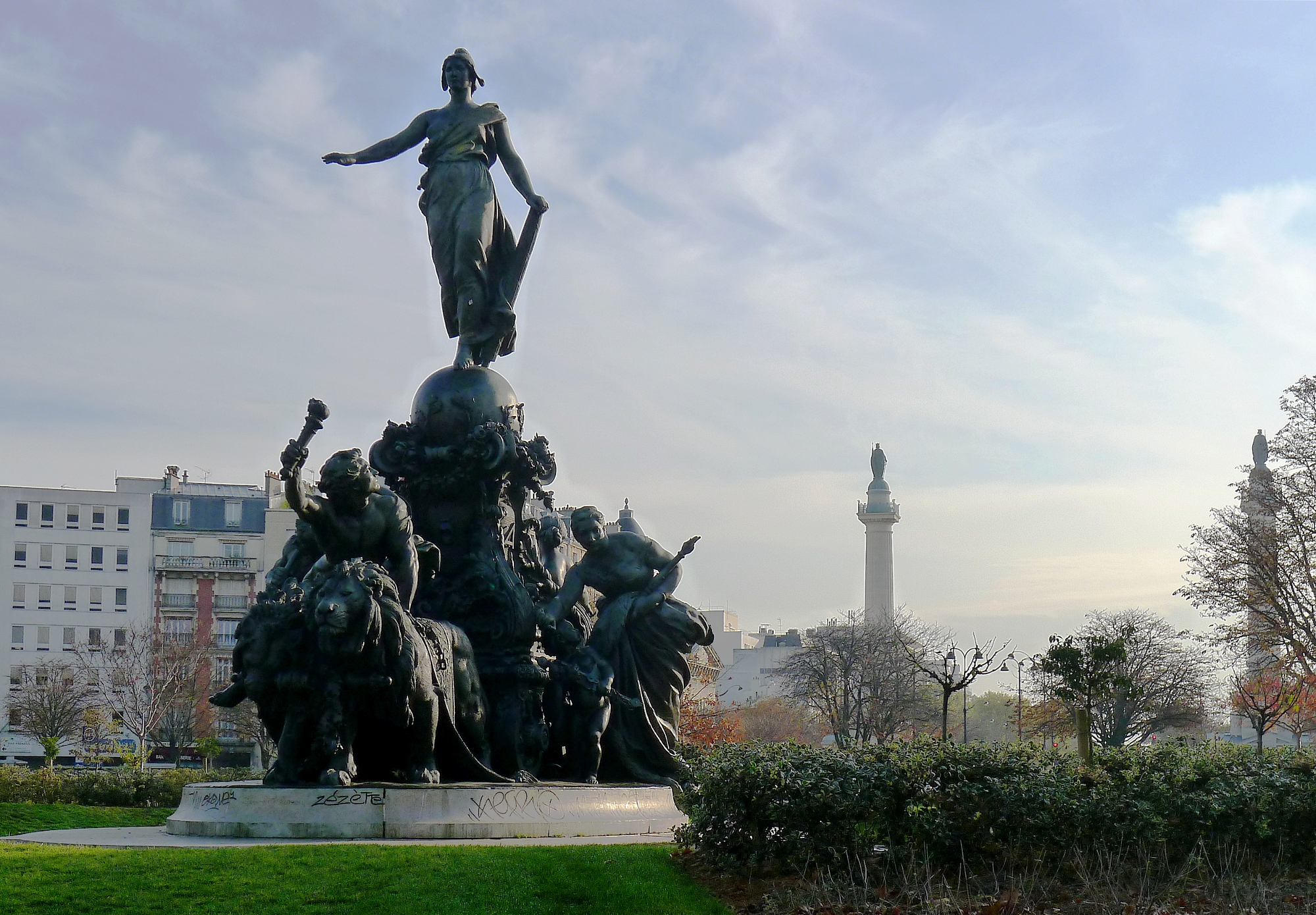
Place de la Nation

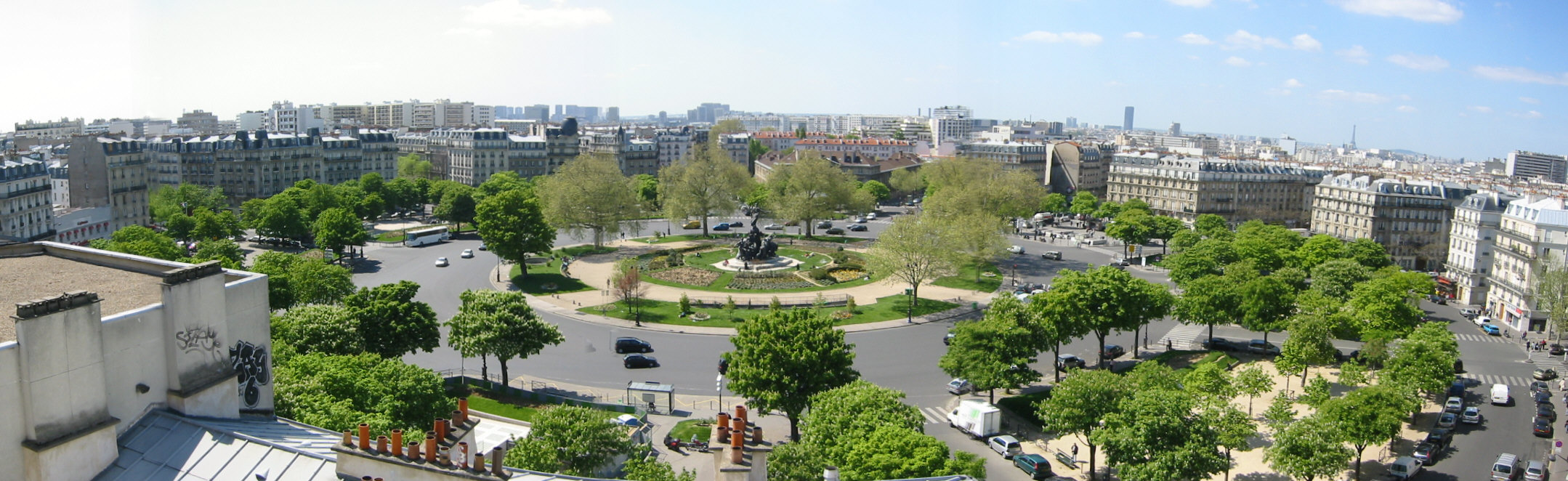
Place de la Nation

Place de la Nation som tidigare hetat Place du Trône och Place du Trône-Renversé är ett öppet torg i östra Paris. Place de la Nation ligger på gränsen mellan 11:e och 12:e arrondissementet. Under torget ligger Nation station som är en stor knutpunkt för kollektivtrafiken med flera linjer för tunnelbana samt pendeltåg.